# DH-59
Cubic DH-59 являлся компьютером общего назначения, работающим в режиме реального времени и составлял часть системы AERIS. Построен на 4500 диодах и 1500 транзисторах 2N1754 и 2N404 компанией Cubic Corporation и содержит около 180 модулей. Использует двоичную систему. Для хранения данных использовался барабан. Для ввода информации использовался дигитайзер (передняя панель). Компьютер выполнял операции сложения за 130 мс., деления за 2730 мс. и умножения за 2860 мс.
Компьютер получал данные из MME диапазона и выводов X,Y,Z и H. Информация выводилась с помощью D/A и B/BCD конвертеров, D/A преобразователь строил график, а B/BCD конвертер выводил график на печать.

## Характеристики
- Потребляемая мощность: 0.25 кВт
- Объём логики — 3.7 куб.м.
- Объём барабана — 3.7 куб.м.
- Масса логики — 90 фунтов (~41КГ)
- Масса барабана — 120 фунтов (~55КГ)

### AERIS
AERIS состоит из от двух до пяти портативных станций (одна из которых является следователем), размером с чемодан, и станции обработки данных, которая может находиться на земле. Следователь является бортовым блоком и состоит из приемника, передатчика, модульного генератора и синтезатора данных. Следователь непрерывно измерял расстояние между портативными станциями (респондентами) и отправлял её станции обработки данных (Cubic DH-59).